# Греко-католицька богословська академія у Львові
Греко-католицька богословська академія у Львові — навчальний заклад у Львові, заснований митрополитом А. Шептицьким в 1928 року, як частина українського університету, богословської науки з особливою увагою на літургічні й інші особливості Сходу, історії унії та догматичні відмінності українських віровизнань і як висока школа для українських кандидатів духовного стану.

## Наукова діяльність
Греко-католицька богословська академія, за зразком університетів Заходу мала 2 факультети: богословський і філософський (правничий факультет мав почати працю восени 1939 р.). Студії тривали 5 років; число студентів у 1934–1939 pp. — 350–400, абсольвентів щороку 50–65, професорів і викладачів (у 1934–1939 pp.) — 30. Мова викладання — українська і латинська.
На чолі Греко-католицької богословської академії стояв ректор, якого призначав митрополит з-поміж професорів. Греко-католицька богословська академія видала 21 тт. праць; семінар історичний видавав «Архів Семінара Історії», семінар слов'янської філології випускав піврічник «Слово», семінар історичного мистецтва — квартальник «Мистецтво».
При Греко-католицькій богословській академії існувала бібліотека й наукові семінари, із своїми кабінетами та бібліотеками, і музей, відкритий 1932 (мав ікони 14, XV і XVI століть).
Організатором і ректором Греко-католицької богословської академії увесь час був о. Йосип Сліпий — пізніше митротолит. Серед професорів були: митрополит А. Шептицький, о. Й. Сліпий, о. Т. Мишковський, о. В. Лаба, о. Дорожинський, о. Я. Левицький, о. М. Конрад, о. А. Іщак, о. Ю. Дзерович, В. Залозецький, М. Чубатий, І. Крип'якевич, Я. Пастернак, Ю. Полянський, К. Чехович та ін.
Греко-католицька богословська академія припинила існування з окупацією в 1939 р., відновила діяльність у 1941—1944 pp. (80 студентів) і була закрита 1944 р.